# 城银清算服务有限责任公司
城银清算服务有限责任公司简称城银清算，是经中国人民银行批准设立的特许清算机构之一，由中国大陆的城市商业银行共同发起。于2018年12月29日由城市商业银行资金清算中心改制完成并于上海成立。

## 参与银行
- 上海银行
- 厦门银行
- 浙江民泰商业银行
- 重庆银行
- 泉州银行
- 浙江稠州商业银行
- 北京银行
- 九江银行
- 泰安银行
- 天津银行
- 赣州银行
- 鄂尔多斯银行
- 南京银行
- 青岛银行
- 甘肃银行
- 平安银行
- 齐商银行
- 广州银行
- 烟台银行
- 河北银行
- 潍坊银行
- 枣庄银行
- 江苏银行
- 威海市商业银行
- 本溪银行
- 西安银行
- 德州银行
- 昆仑银行
- 成都银行
- 临商银行
- 池州九华农村商业银行
- 郑州银行
- 日照银行
- 芜湖扬子农村商业银行
- 汉口银行
- 中原银行
- 曲靖市商业银行
- 杭州银行
- 云南红塔银行
- 齐鲁银行
- 乌海银行
- 盛京银行
- 湖北银行
- 新疆汇和银行
- 富滇银行
- 长沙银行
- 库尔勒市商业银行
- 徽商银行
- 湖南银行
- 中德住房储蓄银行
- 哈尔滨银行
- 珠海华润银行
- 江苏长江商业银行
- 贵阳银行
- 广东南粤银行
- 广东华兴银行
- 乌鲁木齐银行
- 东莞银行
- 辽沈银行
- 大连银行
- 广西北部湾银行
- 石嘴山银行
- 宁波银行
- 柳州银行
- 苏州银行
- 江西银行
- 桂林银行
- 宁波通商银行
- 唐山银行
- 自贡银行
- 厦门国际银行
- 秦皇岛银行
- 四川银行
- 上饶银行
- 张家口市商业银行
- 泸州银行
- 上海华瑞银行
- 沧州银行
- 长城华西银行
- 廊坊银行
- 绵阳市商业银行
- 晋商银行
- 乐山市商业银行
- 重庆三峡银行
- 内蒙古银行
- 四川天府银行
- 蒙商银行
- 贵州银行
- 鞍山银行
- 长安银行
- 抚顺银行
- 兰州银行
- 丹东银行
- 青海银行
- 锦州银行
- 宁夏银行
- 葫芦岛银行
- 上海农商银行
- 营口银行
- 东营银行
- 阜新银行
- 马鞍山农村商业银行
- 邢台银行
- 盘锦银行
- 铁岭银行
- 吉林银行
- 龙江银行
- 山西银行
- 温州银行
- 朝阳银行
- 嘉兴银行
- 承德银行
- 湖州银行
- 莱商银行
- 绍兴银行
- 邯郸银行
- 金华银行
- 衡水银行
- 台州银行
- 保定银行
- 福建海峡银行
- 浙江泰隆商业银行